# Tokai (Aichi)

Tōkai (東海市; -shi) é uma cidade japonesa localizada na província de Aichi(愛知).
Em 2003 a cidade tinha uma população estimada em 101 354 habitantes e uma densidade populacional de 2 337,50 h/km². Tem uma área total de 43,36 km².
Recebeu o estatuto de cidade a 1 de Abril de 1969.